# Mazinho Oliveira
Waldemar Aureliano de Oliveira Filho mais conhecido como Mazinho Oliveira ou simplesmente Mazinho (Guarujá, 26 de dezembro de 1965) é um ex-futebolista brasileiro que atuava como atacante.

## Carreira
Mazinho surgiu para o futebol no Santos, onde começou a jogar profissionalmente em 1983 e permaneceu até o ano de 1988. Pelo clube, ganhou um título Paulista e uma Copa São Paulo de Futebol Juniores.
Após isso foi defender as cores do Atlético Paranaense.
Chegou ao Bragantino e logo no seu primeiro ano, ajudou a equipe do interior a conquistar o título estadual de 1990, onde foi o artilheiro do time com 10 gols. No ano seguinte, fez parte do elenco que fez uma grande campanha no Brasileirão de 1991, mas ficou com o vice-campeonato nacional ao perder a decisão para o São Paulo.
Conhecido pela sua habilidade e seu "faro" de gol, foi convocado para defender a Seleção Brasileira de Futebol na Copa América de 1991. Na oportunidade o atacante marcou 2 gols na competição.
O destaque rendeu a ele uma transferência para o Bayern Munique, onde, na primeira temporada, fez 28 jogos e marcou 8 vezes. Na temporada seguinte, atuou 17 vezes e marcou 3 gols.
Na temporada 1993/94, sem ser utilizado, voltou por empréstimo para atuar no Internacional mas, antes do ano acabar, voltou para a Alemanha para o mesmo Bayern. Em 1993, chegou ao vice campeonato nacional e no último ano no clube bávaro, foi corado com o título alemão em 1994. Porém na segunda passagem pelo clube, fez apenas três jogos.
Em 1995, Mazinho veio para o Flamengo como uma das estrelas do time no seu centenário. A princípio, o "Ataque dos Sonhos" do time rubro-negro naquele ano, seria formado por Mazinho, Sávio e Romário. Contudo, com a chegada de Edmundo, Mazinho foi parar na reserva.
Foi se aventurar novamente no exterior, desta vez no Japão, onde se tornou ídolo, vencendo duas vezes o Campeonato Japonês pelo Kashima Antlers. Ficou quatro temporadas no time antes de seguir para o Kawasaki Frontale por outra temporada.
Voltou ao Brasil para se despedir do futebol pelo Bragantino.
Atualmente, mora em Araguaina (TO) onde é Coordenador e professor da escolinha do flamengo, e atua como coordenador de um projeto de esportes no municipio.

## Títulos
Santos
- Torneio Cidade de Marseille : 1987
- Campeonato Paulista: 1984
- Copa São Paulo de Futebol Junior: 1984

Bragantino
- Campeonato Paulista: 1990[9]
- Torneio Inicio: 1991

Bayern de Munique
- Campeonato Alemão: 1993–94

Internacional
- Campeonato Gaúcho: 1994
- Copa Sumitomo: 1994
- Torneio de 25 Anos do Estádio Beira-Rio: 1994

Flamengo
- Taça Guanabara: 1995
- Torneio Maria Quiteria: 1995

Kashima Antlers
- Copa do Imperador: 1997
- Copa da Liga Japonesa: 1997
- Supercopa do Japão: 1997,1998,1999
- Campeonato Japonês: 1996, 1998